# Gaj (Gostyń)
Pour les articles homonymes, voir Gaj.
Gaj (prononciation : [ɡai̯]) est un village polonais de la gmina de Gostyń dans le powiat de Gostyń de la voïvodie de Grande-Pologne dans le centre-ouest de la Pologne.
Il se situe à environ 9 kilomètres au nord de Gostyń (siège de la gmina et du powiat) et à 50 kilomètres au sud de Poznań (capitale régionale).

## Histoire
De 1975 à 1998, le village faisait partie du territoire de la voïvodie de Leszno.

Depuis 1999, Gaj est situé dans la voïvodie de Grande-Pologne.